# 安兜站 (厦门市)
安兜站是厦门轨道交通3号线的地铁车站，位于中华人民共和国福建省厦门市湖里区成功大道東側。本站于2021年6月25日正式启用。

## 车站结构
本站为地下二层岛式车站。
| 地面层   | 出入口                               | 出入口                         |
| 地下一层 | 站厅                                 | 票务服务、客服中心、进出站闸机 |
| 地下二层 | 西行                                 | 3 往廈門火車站方向 （小東山）  |
| 地下二层 | 岛式站台，列车运行方向左侧的车门开启 |                                |
| 地下二层 | 東行                                 | 3 往蔡厝方向 （坂尚）          |

## 出入口信息
本站设1、2、3号（共3个）出入口。
|                           |            |                              |                                        |
| 编号                      | 设施       | 出口指示                     | 建议前往的目的地                       |
| 1                         |            | 枋湖北二路北侧，成功大道东侧 | 安兜社、厦门市安兜小学、火炬路、禾山路 |
| 2                         |            | 枋湖北二路南侧，成功大道东侧 | 拥华工业园，四海智慧园，枋湖西三路     |
| 3                         | 升降机标志 | 枋湖北二路北侧               | 安兜社，枋湖西路，建发养云             |
| 註： 設有 \| 設有扶手電梯 |            |                              |                                        |